# Leptodactylus sertanejo
Leptodactylus sertanejo é uma espécie de anfíbio da família Leptodactylidae. Endêmica do Brasil, onde pode ser encontrada apenas no município de Uberlândia, no estado de Minas Gerais.